# Championnat de Colombie de football 1960
Navigation
Saison précédente Saison suivante
La saison 1960 du Championnat de Colombie de football est la treizième édition du championnat de première division professionnelle en Colombie. Les douze meilleures équipes du pays sont regroupées au sein d'une poule unique, où elles s'affrontent quatre fois, deux fois à domicile et deux fois à l'extérieur. À l'issue de la compétition, il n'y a pas ni promotion, ni relégation.
C'est l'Independiente Santa Fe qui remporte la compétition, après avoir terminé en tête du classement final, avec six points d'avance sur l'América de Cali et sept sur l'Atlético Bucaramanga. C'est le troisième titre de champion de l'histoire du club.
Pour la première fois depuis de nombreuses saisons, la liste des clubs engagés est exactement la même par rapport à la saison précédente.

## Les clubs participants
| - Independiente Santa Fe - CD Los Millonarios - Deportes Tolima - Atlético Bucaramanga - Unión Magdalena - Independiente Medellin | - Atlético Nacional - Deportivo Pereira - América de Cali - Cucuta Deportivo - Deportes Quindio - Deportivo Cali |

## Compétition
Le barème utilisé pour établir le classement est le suivant :
- Victoire : 2 points
- Match nul : 1 point
- Défaite : 0 point

### Classement
| Rang | Équipe                 | Pts | J  | G  | N  | P  | Bp | Bc | Diff |
| ---- | ---------------------- | --- | -- | -- | -- | -- | -- | -- | ---- |
| 1    | Independiente Santa Fe | 61  | 44 | 22 | 17 | 5  | 95 | 64 | +31  |
| 2    | América de Cali        | 55  | 44 | 21 | 13 | 10 | 62 | 42 | +20  |
| 3    | Atlético Bucaramanga   | 54  | 44 | 20 | 14 | 10 | 74 | 53 | +21  |
| 4    | Deportivo Cali         | 49  | 44 | 20 | 9  | 15 | 76 | 71 | +5   |
| 5    | Independiente Medellín | 48  | 44 | 18 | 12 | 14 | 64 | 51 | +13  |
| 6    | CD Los MillonariosT    | 45  | 44 | 16 | 13 | 15 | 69 | 57 | +12  |
| 7    | Deportes Tolima        | 45  | 44 | 16 | 13 | 15 | 82 | 85 | -3   |
| 8    | Deportes Quindío       | 45  | 44 | 15 | 15 | 14 | 65 | 70 | -5   |
| 9    | Atlético Nacional      | 37  | 44 | 15 | 7  | 22 | 66 | 72 | -6   |
| 10   | Unión Magdalena        | 30  | 44 | 9  | 12 | 23 | 56 | 84 | -28  |
| 11   | Cúcuta Deportivo       | 30  | 44 | 11 | 8  | 25 | 49 | 83 | -34  |
| 12   | Deportivo Pereira      | 29  | 44 | 8  | 13 | 23 | 57 | 83 | -26  |

|  | Qualification pour la Copa Libertadores 1961 |
|  | T: Tenant du titre                           |

## Bilan de la saison
| Championnat de Colombie de football 1960 |                                   |
| Champion                                 | Independiente Santa Fe (3e titre) |
| Qualifications continentales             |                                   |
| Copa Libertadores 1961                   | Independiente Santa Fe            |
| Promotions et relégations                |                                   |
| Promus en Primera A                      | Aucun                             |
| Relégués en Primera B                    | Aucun                             |